# Eriobotrya glabrescens
Eriobotrya glabrescens är en rosväxtart som beskrevs av Jules Eugène Vidal. Eriobotrya glabrescens ingår i släktet eriobotryor, och familjen rosväxter.

## Underarter
Arten delas in i följande underarter:
- E. g. glabrescens
- E. g. victoriensis